# Ascospore
Een ascospore is een schimmelspore, die in een ascus zit of die in een ascus is geproduceerd. Deze spore komt alleen voor bij de Ascomyceten, ook wel zakjeszwammen genoemd.
Een ascus bevat in de regel acht ascosporen. De sporen worden gevormd door een meiotische deling gevolgd door een mitotische deling. Door de meiose wordt de kern van de diploïde zygote cel gesplitst in vier haploïde kernen. Vervolgens vindt verdubbeling van de chromosomenparen plaats en worden vier paren gevormd, waarna mitose plaatsvindt en vier paar sporen worden gevormd.
Bij sommige tweecellige ascosporen kan de tussenwand al snel oplossen, waardoor er 16 ascosporecellen in een ascus zitten.
De ascosporen van onder andere Halosphaeria appendiculata en Corollospora-soorten hebben aanhangsels.

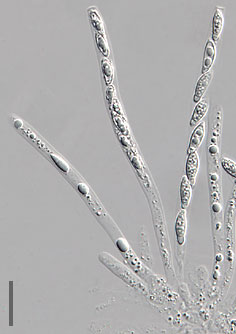
Unitunicaat-inoperculaat sporenzakje met ascosporen van Hypomyces chrysospermus
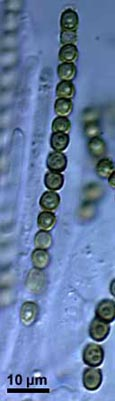
Sporenzakje met 8 dubbelcellige ascosporen van Hypocrea virens
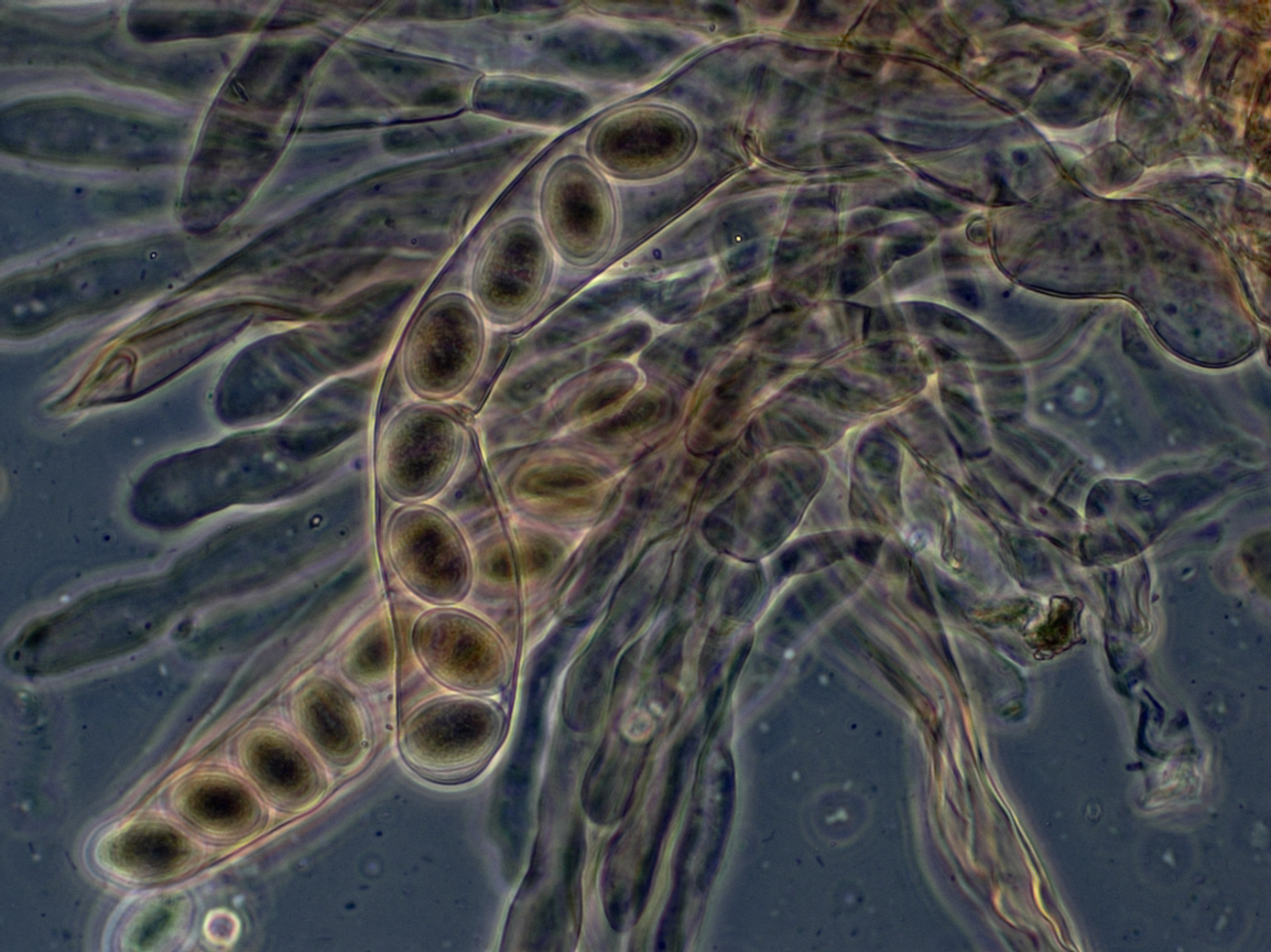
Asci van Morchella elata, met ascosporen
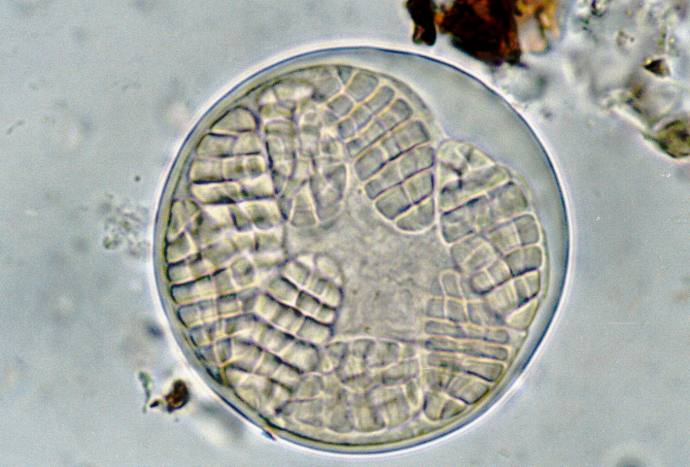
Bolvomige ascus met 8 muriforme ascosporen van Arthothelium spectabile